# سه‌سنگ

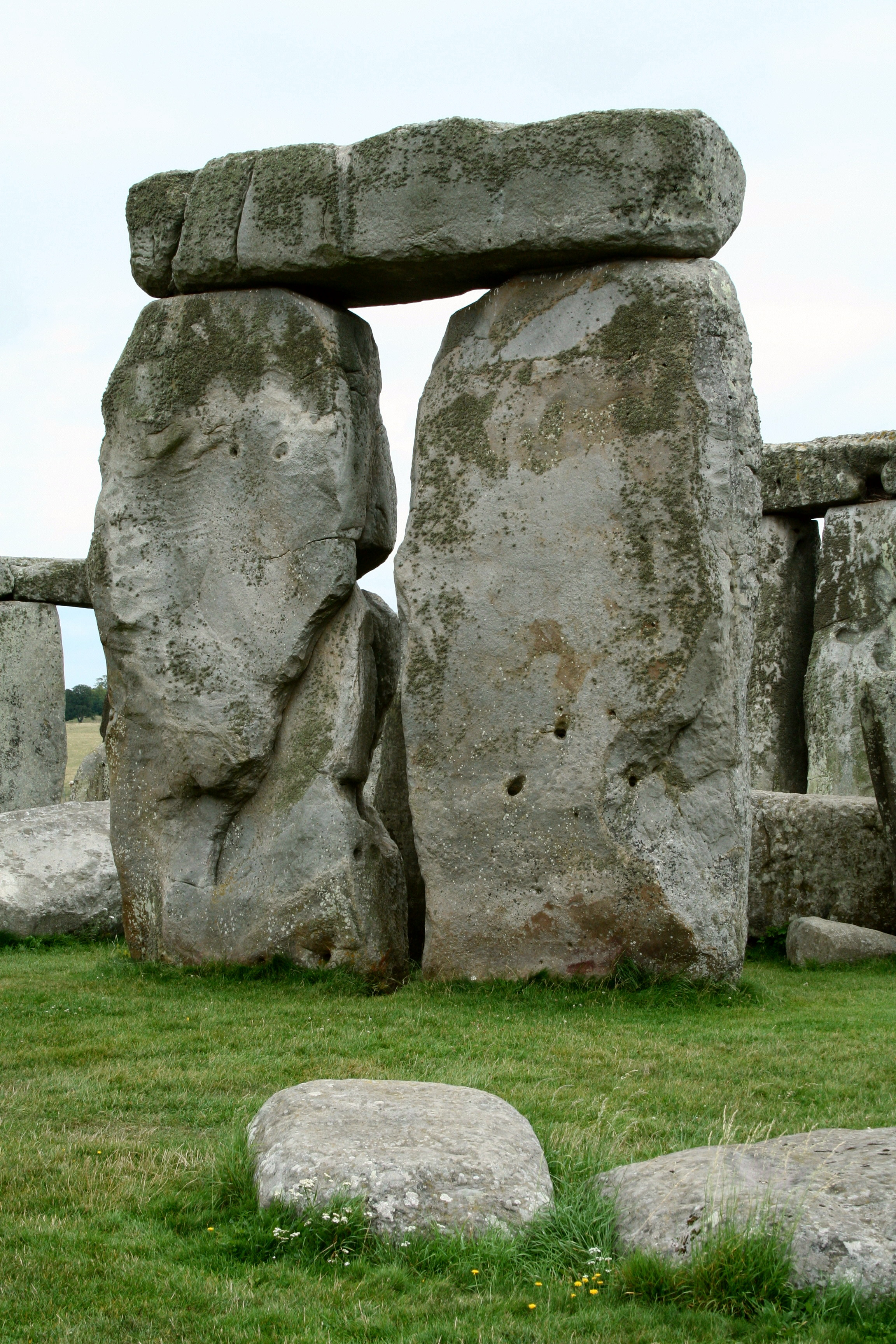
سه‌سنگ در استون‌هنج

سه‌سنگ (انگلیسی: Trilithon) یک سازه سنگی است که از دو سنگ عمودی فرورفته در زمین (ستون) و یک سنگ افقی قرار گرفته بر روی آن دو (تیر) تشکیل شده است. معروف‌ترین سه‌سنگ‌ها در استون‌هنج انگلستان، معبد خرسنگی در مالت، و ازیریون در مصر قرار دارند.